# Pachypasa
Pachypasa là một chi bướm đêm trong họ Lasiocampidae.

## Các loài
- Pachypasa otus (Drury, 1773)
- Pachypasa limosa (de Villiers, 1827)